# Nissan Figaro
Der Nissan Figaro ist eine auf der Tokyo Motor Show '89 vorgestellte kleine Cabriolimousine im Retro-Design auf der Plattform des Micra, die an Fahrzeuge aus den 1950er-Jahren wie den Gutbrod Superior erinnert. Hersteller war Nissan in Japan.

## Geschichte
Angelehnt an die Jahreszeiten standen vier Farben zur Auswahl: ein Minzgrün namens Emerald Green für den Frühling, das pastellblaue Pale Aqua für den Sommer, Topaz Mist für den Herbst und Lapis Grey für den Winter. Ein passendes Autoradio im Retro-Design wurde von Clarion hergestellt. Nissan produzierte 1991 nur eine limitierte Auflage von 20.000 Exemplaren, deren Käufer aufgrund großer Nachfrage teilweise über Losverfahren ermittelt wurden. Es gab den Figaro ausschließlich in Japan und deshalb nur mit Rechtslenkung, links gesteuerte Fahrzeuge entstanden nachträglich durch Umbau. Neu kostete der Figaro 1,8 Millionen Yen (umgerechnet knapp 23.000 DM). Ähnlich wie der Figaro waren die ebenfalls vom Micra abgeleiteten Nissan Pao und Nissan S-Cargo konzipiert.

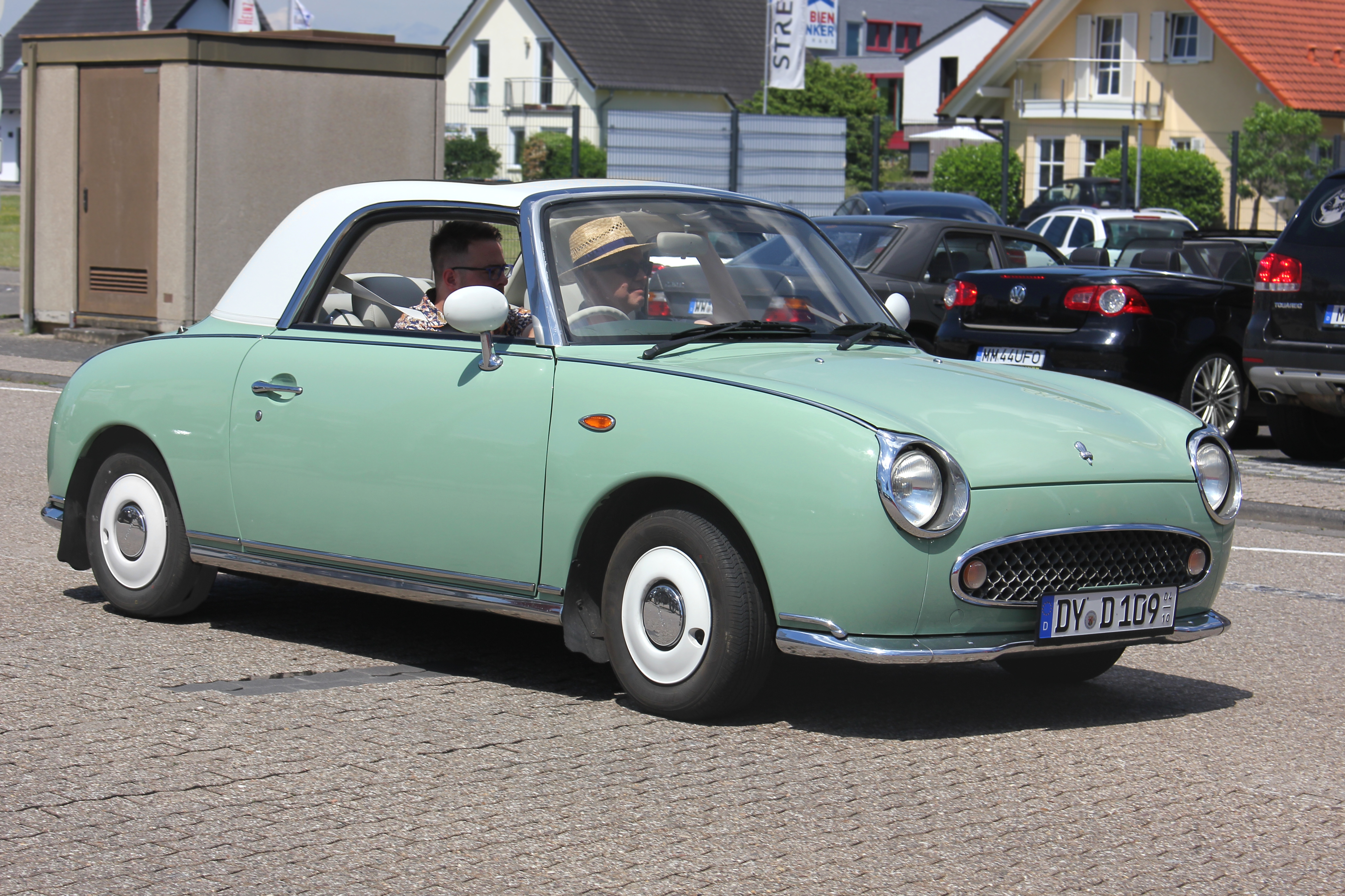
Nissan Figaro in Fahrt
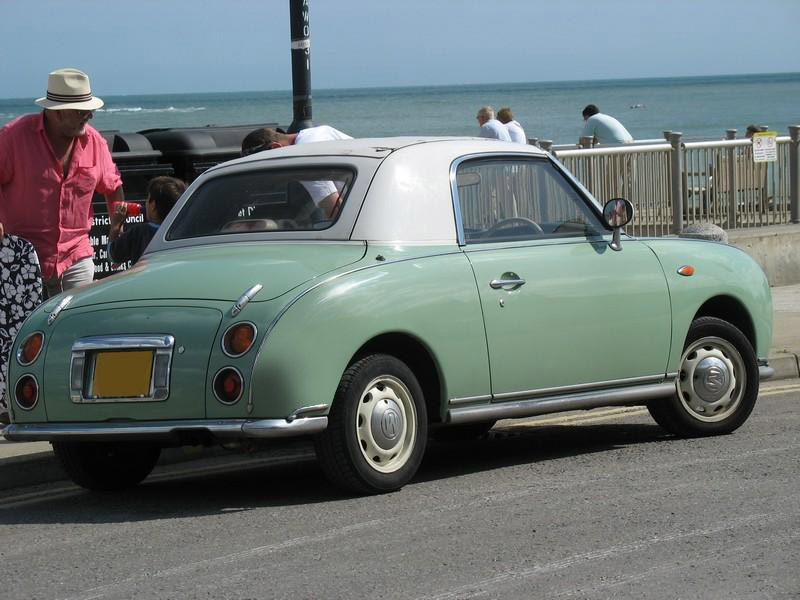
Heckansicht
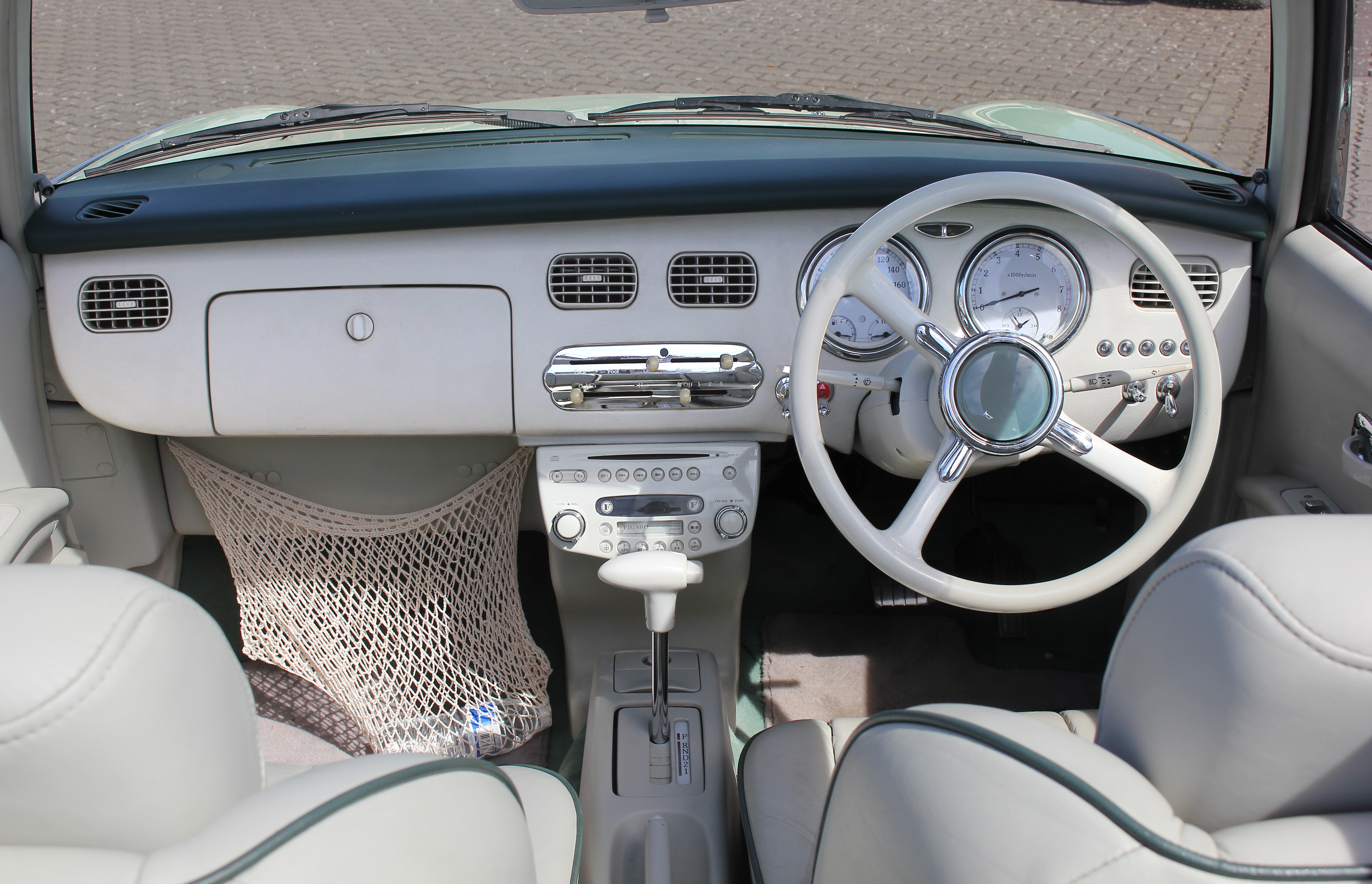
Lenkrad und Armaturenbrett
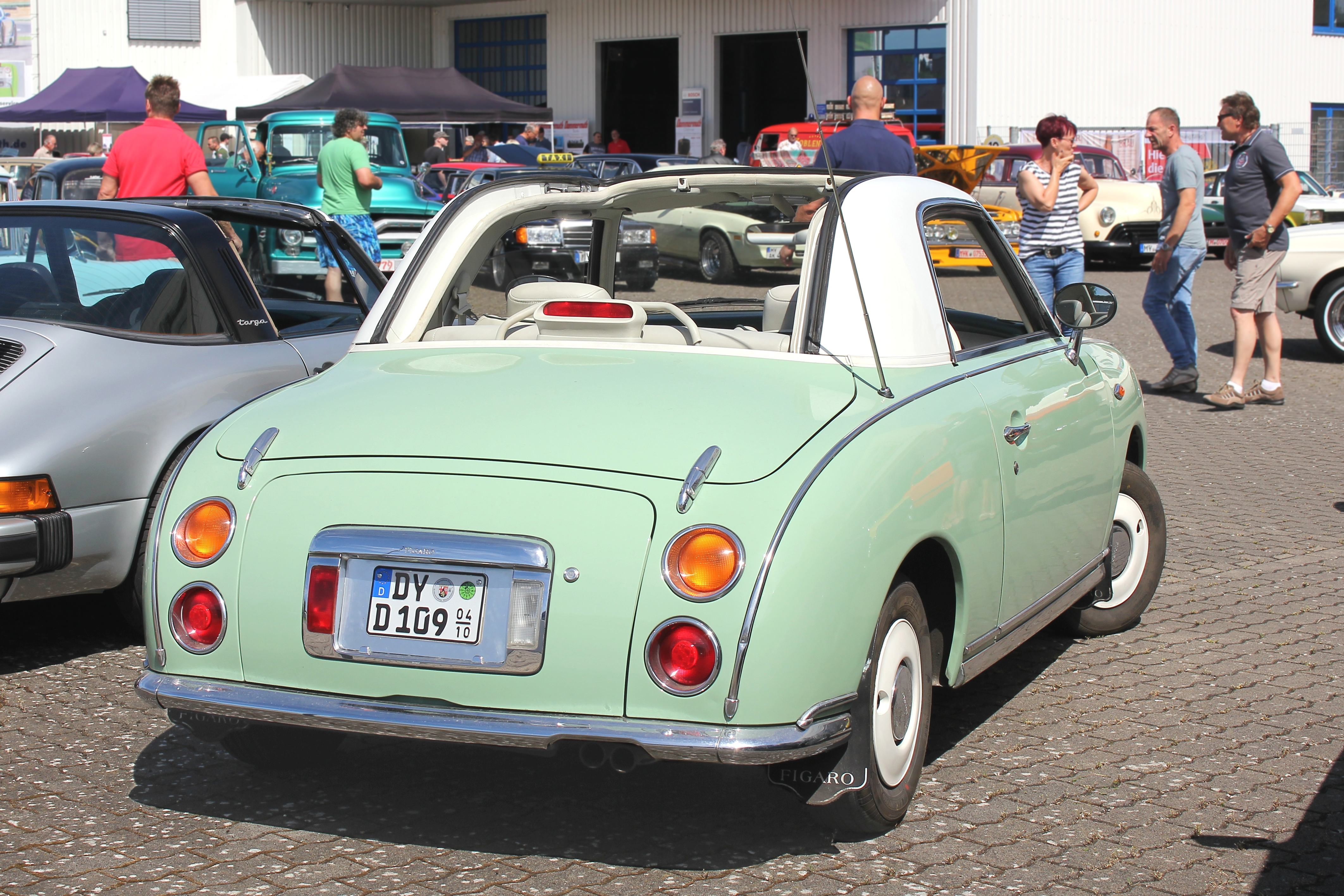
Rolldach offen

## Technik
- 4-Zylinder-Reihenmotor (quer eingebaut) mit Turbolader, 987 cm³ (Bohrung 68 mm, Hub 68 mm), 56 kW (76 PS) bei 6000/min, maximales Drehmoment 106 Nm bei 4400/min, obenliegende Nockenwelle
- 3-Gang-Automatikgetriebe
- Vorderradantrieb[3]
- Die vorderen Kotflügel sind aus Kunststoff
- Höchstgeschwindigkeit 160–170 km/h[4]